# TJB 생방송 투데이
《TJB 생방송 투데이》는 TJB TV에서 매일 오후 5시 50분에 방송 중인 대전 세종 충남 지역 저녁 교양 정보 프로그램이다.

## 기획 의도
- 대전, 세종, 충남의 데일리 뉴스를 발빠르게 전하고 일상의 트렌드와 이색화제, 주요 이슈와 인물대담등으로 구성되며 화제의 현장을 LTE생중계로 생생하게 전달하는 종합 정보프로그램. 하루의 시작인 아침 6시부터 저녁 6시까지의 대전 · 세종 · 충남 지역을 대상으로 발생한 사건사고, 화제, 민담, 미담, 주요행정, 정책결정등 모든 정보를 기자와 PD들의 취재를 통해 실시간으로 시청자에게 전달한다.
- TJB의 2011년 봄 개편으로 2011년 4월 11일부터 TJB 뉴스스테이션과 통합해 평일 저녁 5시 35분에 신설되어 55분간 방송되었으며, TJB의 2012년 봄 개편으로 2012년 5월 14일부터 TJB 뉴스 6와 분리, TJB 생방송 모닝와이드로 변경되어 매일 아침 7시 45분으로 변경, 1시간으로 연장되었고, TJB의 2012년 겨울 개편으로 2012년 12월 3일부터 TJB 뉴스 6와 통합, 현재의 TJB 생방송 투데이로 환원되어 매일 저녁 6시 30분으로 변경, 50분으로 단축되었다. 이후 2016년 7월 18일부터 편성이 매일로 축소되었고, 2017년 6월 5일부터 매일 저녁 7시 10분으로 변경되었으며, 2017년 9월 18일부터 매일 저녁 7시로 변경, 1시간으로 환원되었고, 2019년 4월 15일부터 매일 저녁 6시 55분으로 변경되었으며, 2019년 5월 13일부터 매일 저녁 7시로 환원되었다. 이후 2020년 3월 30일부터 매일 저녁 6시 50분으로 변경되었고, 2020년 4월 20일부터 매일 저녁 7시로 환원되었으며, 2020년 5월 11일부터 매일 저녁 6시로 변경되었고, 2020년 9월 21일부터 매일 저녁 5시 50분으로 변경되었다. 이후 2021년 11월 1일부터 매일 SBS 아머드 사우루스 수중계로 인해 편성이 매일로 축소되었다.

## MC
| 대수 | 진행자 | 진행자 | 진행 기간                          | 비고          |
| 대수 | 남성   | 여성   | 진행 기간                          | 비고          |
| ---- | ------ | ------ | ---------------------------------- | ------------- |
| 1대  | 윤태윤 | 이승현 | 2011년 4월 11일 ~ 일자미상         |               |
| 2대  | 윤태윤 | 김경화 | 일자미상~ 2011년 12월 30일         |               |
| 3대  | 윤태윤 | 이명숙 | 2012년 1월 2일 ~ 2012년 2월 3일    |               |
| 4대  | 최승희 | 이명숙 | 2012년 2월 6일 ~ 2012년 4월 6일    |               |
| 5대  | 최승희 | 유수연 | 2012년 4월 9일 ~ 일자미상          |               |
| 6대  | 최승희 | 권기호 | 일자미상                           |               |
| 7대  | 안현준 | 권기호 | 일자미상                           |               |
| 8대  | 최승희 | 권기호 | 일자미상                           |               |
| 9대  | 최승희 | 이은지 | 일자미상                           |               |
| 10대 | 안현준 | 이은지 | 일자미상                           |               |
| 11대 | 최승희 | 이은지 | 일자미상 ~ 2021년 4월 18일         |               |
| 12대 | 정성욱 | 이은지 | 2021년 4월 19일 ~ 2021년 12월 5일  |               |
| 13대 | 최승희 | 이은지 | 2021년 12월 6일 ~ 2022년 4월 24일  | [ 2 ]         |
| 임시 | 왕준호 | 이은지 | 2022년 4월 25일 ~ 2022년 6월 26일  | [ 3 ]         |
| 임시 | 진온   | 이은지 | 2022년 6월 27일 ~ 2022년 7월 31일  | [ 4 ] [ 5 ]   |
| 14대 | 강병주 | 이은지 | 2022년 8월 1일 ~ 2023년 3월 31일   | [ 6 ] [ 7 ]   |
| 15대 | 최승희 | 이은수 | 2023년 4월 3일 ~ 2023년 10월 20일  |               |
| 16대 | 최승희 | 이은지 | 2023년 10월 23일 ~ 2024년 4월 30일 |               |
| 임시 | 최승희 | 양세원 | 2024년 5월 1일                     | [ 8 ]         |
| 17대 | 최승희 | 김수영 | 2024년 5월 2일 ~ 2024년 6월 21일   | [ 9 ]         |
| 18대 | 최승희 | 유지수 | 2024년 6월 24일 ~ 2024년 11월 29일 | [ 10 ] [ 11 ] |
| 19대 | 최승희 | 이로운 | 2024년 12월 2일 ~ 2025년 3월 21일  |               |
| 20대 | 박세종 | 이로운 | 2025년 3월 24일 ~ 2025년 7월 9일   | [ 12 ]        |
| 21대 | 정성욱 | 이로운 | 2025년 7월 14일 ~ 현재             | [ 13 ]        |

## 시보 광고
- 현대건설 (힐스테이트 도안리버파크)

## 경쟁 프로그램
- 오늘 M (대전MBC TV)

## 결방
- 2024년 7월 29일 ~ 2024년 8월 9일 : 2024 파리 올림픽 중계 방송으로 인한 결방.